# Аньер-ан-Бессен
Анье́р-ан-Бессе́н (фр. Asnières-en-Bessin) — коммуна во Франции, находится в регионе Нижняя Нормандия. Департамент коммуны — Кальвадос. Входит в состав кантона Изиньи-сюр-Мер. Округ коммуны — Байё.
Код INSEE коммуны — 14023.

## Население
Население коммуны на 2010 год составляло 58 человек.
| 1962 | 1968 | 1975 | 1982 | 1990 | 1999 | 2010 |
| ---- | ---- | ---- | ---- | ---- | ---- | ---- |
| 106  | 91   | 91   | 74   | 61   | 55   | 58   |

## Экономика
В 2010 году среди 37 человек трудоспособного возраста (15—64 лет) 24 были экономически активными, 13 — неактивными (показатель активности — 64,9 %, в 1999 году было 74,3 %). Из 24 активных жителей работали 22 человека (13 мужчин и 9 женщин), безработных было 2 (1 мужчина и 1 женщина). Среди 13 неактивных 3 человека были учениками или студентами, 7 — пенсионерами, 3 были неактивными по другим причинам.